# Grupo Edmond de Rothschild
Edmond de Rothschild Group es un conglomerado financiero internacional especializado en actividades de gestión de activos, banca privada y capital privado. Con sede en Ginebra, opera en 33 países y cuenta con aproximadamente 2.700 empleados.  Fundado por el barón Edmond James de Rothschild, huido a Suiza durante la Segunda Guerra Mundial para escapar de la persecución judía, nació como obra de la sexta generación de inversores judíos, los Rothschild, que triunfaron en el siglo XIX y han sobrevivido a las grandes guerras mundiales del siglo XX. 
En 2022, administraba fondos por un valor de CHF 158.000 millones de francos suizos, con unos 2.500 empleados y 29 sedes en 14 países.  Ariane de Rothschild es su actual CEO. 

## Historia
En 1953, Edmond de Rothschild fundó la Compagnie Financière Edmond de Rothschild en París, sentando las bases para la creación del grupo internacional mediante la adquisición en 1965 del negocio de banca privada con sede en Ginebra y la apertura de una sucursal en Luxemburgo tres años después.
En 1989, su hijo Benjamin de Rothschild fundó la Compagnie de Trésorerie para ofrecer servicios avanzados de gestión de riesgos financieros. Tras la muerte de su padre en 1997, Benjamin de Rothschild se convirtió en presidente del grupo. 
Ariane de Rothschild, esposa de Benjamin, asumió la vicepresidencia del grupo en 2009 y fue nombrada directora ejecutiva en enero de 2015.
En 2010, el grupo LCF Rothschild (La Compagnie financière Rothschild) cambió su nombre por el de Group Edmond de Rothschild en homenaje a su fundador, reuniendo todas sus actividades bancarias y no bancarias, y siempre controlado por la familia Rothschild, ahora en su séptima generación.
El 15 de enero de 2021 falleció Benjamin de Rothschild con tan solo 57 años.  El grupo pasó a ser dirigido por su viuda, Ariane de Rothschild.

## Estructura
Edmond de Rothschild Holding SA, sociedad holding del grupo financiero controlado por Benjamin de Rothschild, posee:
- El 77% del capital de Edmond de Rothschild (Suiza), empresa matriz del grupo suizo. Las acciones del banco cotizan en la SIX Swiss Exchange de Zúrich.
- 97% de Edmond de Rothschild SA, sociedad matriz del grupo francés que reúne a Edmond de Rothschild (Francia) y Cogifrance (Compagnie Générale Immobilière de France).

El grupo opera a través de 5 enseñas de gestión internacionales con sedes en Frankfurt, Ginebra, Hong Kong, Luxemburgo y París,  con una cartera aproximada de 150.000 millones de euros, el 47% procedente del sector bancario privado y el 53% de la gestión de activos.
La gestión de activos es el segundo pilar estratégico de las actividades del grupo Edmond de Rothschild. Los servicios financieros se ofrecen a través de mandatos de gestión disponibles en 14 países. Paralelamente a la gestión de activos, el grupo ofrece un conjunto diverso de servicios de alto valor añadido en administración de fondos y servicios de activos (estructuración de fondos, operaciones de gestión, administración central, banco custodio, domiciliación, capital privado e inmobiliario).
Las finanzas corporativas son una actividad histórica del grupo, que apoya a los accionistas en la gestión diaria de sus carteras (fusiones y adquisiciones, transacciones de alto valor, ingeniería financiera y consultoría estratégica en el sector inmobiliario).

## Inversiones responsables
En 2015, el grupo invirtió más de 3.500 millones de euros en inversiones socialmente responsables, entre ellas fondos de inversión en biotecnología, descontaminación, agrosilvicultura y el continente africano. 
Entre 2014 y 2015, Amethis Finance (un fondo de inversión privado dedicado a la inversión responsable en África, del que Edmond de Rothschild es el accionista mayoritario) recaudó 400 millones de dólares en acciones y títulos de deuda, en el sector bancario, seguros y microfinanzas (en Ghana, Kenia, Costa de Marfil, Madagascar y Mauricio ), en salud (en Costa de Marfil y Marruecos) y en distribución de alimentos.
El grupo también lanzó el fondo Moringa, el primer fondo de este tipo destinado a la agricultura sostenible, con un patrimonio bajo gestión de 67 millones de euros. El fondo ha generado 8.000 puestos de trabajo, 45.000 colaboraciones con pequeños agricultores y 40.000 hectáreas reforestadas. 
El grupo también lanzó Gingko, un fondo privado dedicado a la recuperación de terrenos industriales e industriales contaminados, con 81 millones de euros bajo gestión en 7 proyectos en Francia y Bélgica. El fondo permitió la construcción de 300 viviendas y 5.000 puestos de trabajo.

## Otras actividades
Ariane y Benjamin de Rothschild ampliaron su actividad empresarial invirtiendo en bodegas en Burdeos (Château Lafite, Château Clarke, Château Malmaison, Château des Laurets), en Sudáfrica con la familia Ruppert, en Argentina, en España y en Nueva Zelanda. El grupo también es propietario del Domaine du Mont d'Arbois en Megève, una explotación agrícola, y del Domaine des Trente Arpents en Tournan (Brie).
Benjamin de Rothschild era un gran aficionado a la navegación: cabe destacar el proyecto " Trofeo Julio Verne ", para la vuelta al mundo a vela con un trimarán de alta velocidad.